# 仲郷町
仲郷町（なかごうちょう）は、愛知県瀬戸市祖母懐連区の町名。丁番を持たない単独町名である。

## 地理
- 瀬戸市の中央部に位置する[8]。西を祖母懐町、北を西郷町・東郷町、東を西洞町、南を中山町・一里塚町と隣接している[8]。
- 丘陵斜面に住宅と陶磁器関係の小工場が混在し、郷墓地がある[8]。

### 学区
市立小・中学校に通う場合、学区は以下の通りとなる。また、公立高等学校に通う場合の学区は以下の通りとなる。
| 番・番地等 | 小学校                 | 中学校                 | 高等学校 |
| ---------- | ---------------------- | ---------------------- | -------- |
| 全域       | 瀬戸市立にじの丘小学校 | 瀬戸市立にじの丘中学校 | 尾張学区 |

## 歴史

### 町名の由来
かつての郷地区の中央に位置していたことによる。

### 沿革
- 1942年（昭和17年）1月9日 - 瀬戸市大字瀬戸字郷・字一里塚の各一部により、同市仲郷町として成立[2]。

## 世帯数と人口
2024年（令和6年）1月1日現在の世帯数と人口は以下の通りである。
| 町丁   | 世帯数 | 人口  |
| ------ | ------ | ----- |
| 仲郷町 | 53世帯 | 123人 |

### 人口の変遷
国勢調査による人口の推移
| 1995年（平成7年）  | 198人 | [ 12 ] |  |
| 2000年（平成12年） | 175人 | [ 13 ] |  |
| 2005年（平成17年） | 140人 | [ 14 ] |  |
| 2010年（平成22年） | 138人 | [ 15 ] |  |
| 2015年（平成27年） | 128人 | [ 16 ] |  |
| 2020年（令和2年）  | 114人 | [ 17 ] |  |

### 世帯数の変遷
国勢調査による世帯数の推移。
| 1995年（平成7年）  | 71世帯 | [ 12 ] |  |
| 2000年（平成12年） | 64世帯 | [ 13 ] |  |
| 2005年（平成17年） | 56世帯 | [ 14 ] |  |
| 2010年（平成22年） | 55世帯 | [ 15 ] |  |
| 2015年（平成27年） | 48世帯 | [ 16 ] |  |
| 2020年（令和2年）  | 45世帯 | [ 17 ] |  |

## 交通

### 鉄道
町内に鉄道は走っていない。最寄り駅は名鉄瀬戸線尾張瀬戸駅になる。

### バス
町内にバスは走っていない。最寄りのバス停は、名鉄バス「東山線」【11】【12】【13】系統の祖母懐橋バス停・にじの丘学園バス停になる。

### 道路
町内に国道・県道は走っていない。

## 施設
- 城見山 興龍寺[8] ： 高野山真言宗[18]。本尊は千手千眼十一面観世音菩薩[18]。開基は不祥、開山は快導和尚[18]。
- 豊川神社 ： 城見山の頂上にある神社。
- 金光教雨池教会 ： 1939年（昭和14年）5月瀬戸教会の出社として設立[19]。初代教会長柴田明治郎、信徒総代水野千鶴[19]。

- 城見山 興龍寺
- 豊川神社
- 金光教雨池教会

## その他

### 日本郵便
- 郵便番号 : 489-0824[6]（集配局：瀬戸郵便局[20]）。